# Ierland op de Olympische Zomerspelen 2024
Ierland nam deel aan de Olympische Zomerspelen 2024 in Parijs, Frankrijk.

## Medailleoverzicht
| Medaille | Naam                           | Sport   | Onderdeel               | Datum           |
| -------- | ------------------------------ | ------- | ----------------------- | --------------- |
| Goud     | Daniel Wiffen                  | Zwemmen | 800 m Vrije Slag (m)    | 30 juli 2024    |
| Goud     | Fintan McCarthy Paul O'Donovan | Roeien  | Lichte dubbel-twee (m)  | 2 augustus 2024 |
| Goud     | Rhys McClenaghan               | Turnen  | Paard voltige (m)       | 3 augustus 2024 |
| Goud     | Kellie Harrington              | Boksen  | Lichtgewicht -60 kg (v) | 6 augustus 2024 |
|          |                                |         |                         |                 |
| Brons    | Mona McSharry                  | Zwemmen | 100 m Schoolslag (v)    | 29 juli 2024    |
| Brons    | Daire Lynch Philip Doyle       | Roeien  | Dubbel-twee (m)         | 1 augustus 2024 |
| Brons    | Daniel Wiffen                  | Zwemmen | 1500 m (v)              | 4 augustus 2024 |

## Aantal Deelnemers
Hieronder volgt een overzicht van de atleten die zich kwalificeerden voor de Olympische Zomerspelen van 2024.
| Sport          | Mannen | Vrouwen | Totaal |
| -------------- | ------ | ------- | ------ |
| Atletiek       | 9      | 15      | 24     |
| Badminton      | 1      | 1       | 2      |
| Boksen         | 4      | 6       | 10     |
| Golf           | 2      | 2       | 4      |
| Gymnastiek     | 1      | 0       | 1      |
| Hockey         | 16     | 0       | 16     |
| Kanovaren      | 2      | 2       | 4      |
| Paardensport   | 4      | 3       | 7      |
| Roeien         | 6      | 10      | 16     |
| Rugby          | 12     | 12      | 24     |
| Schoonspringen | 1      | 1       | 2      |
| Taekwondo      | 1      | 0       | 1      |
| Wielersport    | 2      | 5       | 7      |
| Zeilen         | 3      | 1       | 4      |
| Zwemmen        | 6      | 6       | 12     |
| Totaal         | 70     | 64      | 134    |

## Deelnemers en Resultaten

### Atletiek

#### Loopnummers
Mannen
| atleet          | onderdeel | series   | series | herkansingen | herkansingen | halve finale   | halve finale   | finale         | finale         |
| atleet          | onderdeel | tijd     | rang   | tijd         | rang         | tijd           | rang           | tijd           | rang           |
| --------------- | --------- | -------- | ------ | ------------ | ------------ | -------------- | -------------- | -------------- | -------------- |
| Mark English    | 800 m     | 1.45,15  | 2 Q    | bye          | bye          | 1.45,97        | 6              | niet geplaatst | niet geplaatst |
| Andrew Coscoran | 1500 m    | 3.42,07  | 15 H   | 3.39,45      | 12           | niet geplaatst | niet geplaatst | niet geplaatst | niet geplaatst |
| Cathal Doyle    | 1500 m    | 3.37,82  | 9 H    | 3.34,92      | 1 Q          | 3.33,15 PB     | 10             | niet geplaatst | niet geplaatst |
| Luke McCann     | 1500 m    | 3.35,73  | 8 H    | 3.36,50      | 7            | niet geplaatst | niet geplaatst | niet geplaatst | niet geplaatst |
| Brian Fay       | 5000 m    | 13.55,35 | 13     | n.v.t.       | n.v.t.       | n.v.t.         | n.v.t.         | niet geplaatst | niet geplaatst |

Vrouwen
| atlete                                                                       | onderdeel    | series        | series        | herkansingen   | herkansingen   | halve finale   | halve finale   | finale         | finale         |
| atlete                                                                       | onderdeel    | tijd          | rang          | tijd           | rang           | tijd           | rang           | tijd           | rang           |
| ---------------------------------------------------------------------------- | ------------ | ------------- | ------------- | -------------- | -------------- | -------------- | -------------- | -------------- | -------------- |
| Rhasidat Adeleke                                                             | 400 m        | 50,09         | 1 Q           | bye            | bye            | 49,95          | 2 Q            | 49,28          | 4              |
| Sophie Becker                                                                | 400 m        | 51,84         | 6 H           | 51,28          | 2              | niet geplaatst | niet geplaatst | niet geplaatst | niet geplaatst |
| Sharlene Mawdsley                                                            | 400 m        | 50,71 PB      | 4 H           | 51,18          | 3              | niet geplaatst | niet geplaatst | niet geplaatst | niet geplaatst |
| Sarah Healy                                                                  | 1500 m       | 4.02,91       | 7 H           | 4.07,60        | 4              | niet geplaatst | niet geplaatst | niet geplaatst | niet geplaatst |
| Ciara Mageean                                                                | 1500 m       | terugtrekking | terugtrekking | niet geplaatst | niet geplaatst | niet geplaatst | niet geplaatst | niet geplaatst | niet geplaatst |
| Sophie O'Sullivan                                                            | 1500 m       | 4.00,23 PB    | 7 H           | 4.03,73        | 4              | niet geplaatst | niet geplaatst | niet geplaatst | niet geplaatst |
| Jodie McCann                                                                 | 5000 m       | 15.55,08      | 20            | n.v.t.         | n.v.t.         | n.v.t.         | n.v.t.         | niet geplaatst | niet geplaatst |
| Sarah Lavin                                                                  | 100 m horden | 12,73         | 2 Q           | bye            | bye            | 12,69          | 6              | niet geplaatst | niet geplaatst |
| Fionnuala McCormack                                                          | marathon     | n.v.t.        | n.v.t.        | n.v.t.         | n.v.t.         | n.v.t.         | n.v.t.         | 2.30.12 SB     | 28             |
| Rhasidat Adeleke Sharlene Mawdsley Sophie Becker Phil Healy Kelly McGrory[a] | 4x400m       | 3.25,05       | 3 Q           | n.v.t.         | n.v.t.         | n.v.t.         | n.v.t.         | 3.19,90 NR     | 4              |

Gemengd
| atleet                                                            | onderdeel | series  | series | finale         | finale         |
| atleet                                                            | onderdeel | tijd    | rang   | tijd           | rang           |
| ----------------------------------------------------------------- | --------- | ------- | ------ | -------------- | -------------- |
| Thomas Barr Christopher O'Donnell Sharlene Mawdsley Sophie Becker | 4x400m    | 3.12,67 | 5      | niet geplaatst | niet geplaatst |

[a]Liep niet mee in de finale

#### Technische nummers
Mannen
| atleet      | onderdeel   | kwalificaties | kwalificaties | finale         | finale         |
| atleet      | onderdeel   | afstand       | rang          | afstand        | rang           |
| ----------- | ----------- | ------------- | ------------- | -------------- | -------------- |
| Eric Favors | kogelstoten | 19,02 m       | 18            | niet geplaatst | niet geplaatst |

Vrouwen
| atleet         | onderdeel      | kwalificaties | kwalificaties | finale         | finale         |
| atleet         | onderdeel      | afstand       | rang          | afstand        | rang           |
| -------------- | -------------- | ------------- | ------------- | -------------- | -------------- |
| Nicola Tuthill | hamerslingeren | 69,90 m       | 16            | niet geplaatst | niet geplaatst |

#### Meerkamp
| atlete        | onderdeel | onderdeel | 100 h | hs      | ks    | 200 m    | vs   | sw    | 800 m      | totaal | rang |
| ------------- | --------- | --------- | ----- | ------- | ----- | -------- | ---- | ----- | ---------- | ------ | ---- |
| Kate O'Connor | zevenkamp | res.      | 14,08 | 1,77 SB | 13,79 | 24,77 SB | 5,79 | 50,36 | 2.13,25 SB | 6167   | 14   |
| Kate O'Connor | zevenkamp | pnt.      | 967   | 941     | 780   | 908      | 786  | 876   | 918        | 6167   | 14   |

### Badminton
Mannen
| atleet      | onderdeel | groepsfase                      | groepsfase           | groepsfase             | groepsfase | eliminatie           | kwartfinale          | halve finale         | finale / BM          | finale / BM    |
| atleet      | onderdeel | tegenstander uitslag            | tegenstander uitslag | tegenstander uitslag   | rang       | tegenstander uitslag | tegenstander uitslag | tegenstander uitslag | tegenstander uitslag | rang           |
| ----------- | --------- | ------------------------------- | -------------------- | ---------------------- | ---------- | -------------------- | -------------------- | -------------------- | -------------------- | -------------- |
| Nhat Nguyen | enkelspel | Zilberman W 21-17, 19-21, 21-13 | Dahal W 21-7, 21-5   | Axelsen V 13-21, 10-21 | 2          | niet geplaatst       | niet geplaatst       | niet geplaatst       | niet geplaatst       | niet geplaatst |

Vrouwen
| atleet          | onderdeel | groepsfase                       | groepsfase           | groepsfase           | groepsfase | eliminatie           | kwartfinale          | halve finale         | finale / BM          | finale / BM    |
| atleet          | onderdeel | tegenstander uitslag             | tegenstander uitslag | tegenstander uitslag | rang       | tegenstander uitslag | tegenstander uitslag | tegenstander uitslag | tegenstander uitslag | rang           |
| --------------- | --------- | -------------------------------- | -------------------- | -------------------- | ---------- | -------------------- | -------------------- | -------------------- | -------------------- | -------------- |
| Rachael Darragh | enkelspel | Stadelmann V 21-13, 22-24, 15-21 | Marín V 5-21, 5-21   | n.v.t.               | 3          | niet geplaatst       | niet geplaatst       | niet geplaatst       | niet geplaatst       | niet geplaatst |

### Boksen
Mannen
| atleet         | onderdeel     | eerste ronde         | tweede ronde         | kwartfinale          | halve finale         | finale               | rang           |
| atleet         | onderdeel     | tegenstander uitslag | tegenstander uitslag | tegenstander uitslag | tegenstander uitslag | tegenstander uitslag | rang           |
| -------------- | ------------- | -------------------- | -------------------- | -------------------- | -------------------- | -------------------- | -------------- |
| Jude Gallagher | vedergewicht  | bye                  | Paalam V 0 - 5       | niet geplaatst       | niet geplaatst       | niet geplaatst       | niet geplaatst |
| Dean Clancy    | lichtgewicht  | Al-Kasbeh V 2 - 3    | niet geplaatst       | niet geplaatst       | niet geplaatst       | niet geplaatst       | niet geplaatst |
| Aidan Walsh    | weltergewicht | Traoré V 0 - 4       | niet geplaatst       | niet geplaatst       | niet geplaatst       | niet geplaatst       | niet geplaatst |
| Jack Marley    | zwaargewicht  | n.v.t.               | Bereźnicki W 4 - 0   | Boltaev V 1 - 4      | niet geplaatst       | niet geplaatst       | niet geplaatst |

Vrouwen
| atlete            | onderdeel     | eerste ronde         | tweede ronde         | kwartfinale          | halve finale         | finale               | rang           |
| atlete            | onderdeel     | tegenstander uitslag | tegenstander uitslag | tegenstander uitslag | tegenstander uitslag | tegenstander uitslag | rang           |
| ----------------- | ------------- | -------------------- | -------------------- | -------------------- | -------------------- | -------------------- | -------------- |
| Daina Moorehouse  | vlieggewicht  | bye                  | Lkhadiri V 1 - 4     | niet geplaatst       | niet geplaatst       | niet geplaatst       | niet geplaatst |
| Michaela Walsh    | vedergewicht  | n.v.t.               | Staneva V 0 - 5      | niet geplaatst       | niet geplaatst       | niet geplaatst       | niet geplaatst |
| Kellie Harrington | lichtgewicht  | bye                  | Mesiano W 5 - 0      | Valdés W 5 - 0       | Ferreira W 4 - 1     | Yang W W 4 - 1       | Goud           |
| Aoife O'Rourke    | middelgewicht | n.v.t.               | Wójcik V 2 - 3       | niet geplaatst       | niet geplaatst       | niet geplaatst       | niet geplaatst |
| Jenifer Lehane    | bantamgewicht | bye                  | Chang V 0 - 5        | niet geplaatst       | niet geplaatst       | niet geplaatst       | niet geplaatst |
| Grainne Walsh     | weltergewicht | Hámori V 1 - 4       | niet geplaatst       | niet geplaatst       | niet geplaatst       | niet geplaatst       | niet geplaatst |

### Golf
| atleet           | onderdeel | eerste ronde | tweede ronde | derde ronde | vierde ronde | totaal | totaal | totaal |
| atleet           | onderdeel | score        | score        | score       | score        | score  | par    | rang   |
| ---------------- | --------- | ------------ | ------------ | ----------- | ------------ | ------ | ------ | ------ |
| Rory McIlroy     | mannen    | 68           | 69           | 66          | 66           | 269    | -15    | T5     |
| Shane Lowry      | mannen    | 71           | 71           | 66          | 71           | 279    | -5     | T26    |
| Stephanie Meadow | vrouwen   | 78           | 74           | 72          | 70           | 294    | +6     | 39     |
| Leona Maguire    | vrouwen   | 78           | 79           | 83          | 71           | 311    | +23    | 59     |

### Gymnastiek

#### Turnen
Mannen
| atleet           | onderdeel       | kwalificatie | kwalificatie | kwalificatie | kwalificatie | kwalificatie | kwalificatie | kwalificatie | kwalificatie | finale  | finale  | finale  | finale  | finale  | finale  | finale | finale  |
| atleet           | onderdeel       | toestel      | toestel      | toestel      | toestel      | toestel      | toestel      | totaal       | positie      | toestel | toestel | toestel | toestel | toestel | toestel | totaal | positie |
| atleet           | onderdeel       | vloer        | voltige      | ringen       | sprong       | brug         | rekstok      | totaal       | positie      | vloer   | voltige | ringen  | sprong  | brug    | rekstok | totaal | positie |
| ---------------- | --------------- | ------------ | ------------ | ------------ | ------------ | ------------ | ------------ | ------------ | ------------ | ------- | ------- | ------- | ------- | ------- | ------- | ------ | ------- |
| Rhys McClenaghan | paard met bogen | n.v.t.       | 15,200       | n.v.t.       | n.v.t.       | n.v.t.       | n.v.t.       | n.v.t.       | 1 Q          | n.v.t.  | 15,533  | n.v.t.  | n.v.t.  | n.v.t.  | n.v.t.  | n.v.t. | Goud    |

### Hockey
| Hockeyer(s) | Onderdeel | Plaats |
| --- | --------- | ------ |
| Ierse mannen hockeyploeg Peter Brown Lee Cole Tim Cross Jeremy Duncan David Harte Ben Johnson Kyle Marshall John McKee Peter McKibbin Sean Murray Matthew Nelson Shane O’Donoghue Nick Page Michael Robson Benjamin Walker Daragh Walsh | Mannen    | 10     |

| Pos | Team          | Wed | W | G | V | Ptn | DV | DT | +/− | Kwalificatie |
| --- | ------------- | --- | - | - | - | --- | -- | -- | --- | ------------ |
| 1   | België        | 5   | 4 | 1 | 0 | 13  | 15 | 7  | +8  | Kwartfinales |
| 2   | India         | 5   | 3 | 1 | 1 | 10  | 10 | 7  | +3  | Kwartfinales |
| 3   | Australië     | 5   | 3 | 0 | 2 | 9   | 12 | 10 | +2  | Kwartfinales |
| 4   | Argentinië    | 5   | 2 | 2 | 1 | 8   | 8  | 6  | +2  | Kwartfinales |
| 5   | Ierland       | 5   | 1 | 0 | 4 | 3   | 4  | 9  | −5  |              |
| 6   | Nieuw-Zeeland | 5   | 0 | 0 | 5 | 0   | 4  | 14 | −10 |              |

| Groepsfase      |                |                |                |                |                |                |                |
| 27 juli 2024    | 10:30          | België         | 2 - 0          | Ierland        |                |                |                |
| 29 juli 2024    | 10:00          | Ierland        | 1 - 2          | Australië      |                |                |                |
| 30 juli 2024    | 13:15          | Ierland        | 0 - 2          | India          |                |                |                |
| 1 augustus 2024 | 13:15          | Argentinië     | 2 - 1          | Ierland        |                |                |                |
| 2 augustus 2024 | 17:00          | Nieuw-Zeeland  | 1 - 2          | Ierland        |                |                |                |
|                 |                |                |                |                |                |                |                |
| Kwartfinale     | niet geplaatst | niet geplaatst | niet geplaatst | niet geplaatst | niet geplaatst | niet geplaatst | niet geplaatst |
|                 |                |                |                |                |                |                |                |
| Halve finale    | niet geplaatst | niet geplaatst | niet geplaatst | niet geplaatst | niet geplaatst | niet geplaatst | niet geplaatst |
|                 |                |                |                |                |                |                |                |
| Finale          | niet geplaatst | niet geplaatst | niet geplaatst | niet geplaatst | niet geplaatst | niet geplaatst | niet geplaatst |

### Kanovaren

#### Kayak Cross
| Atleet           | Onderdeel      | Tijdrit | Tijdrit | Ronde 1 | Herkansingen | Series | Kwartfinale    | Halve finale   | Finale         | rang |
| Atleet           | Onderdeel      | Tijd    | Rang    | Rang    | Rang         | Rang   | Rang           | Rang           | Rang           | rang |
| ---------------- | -------------- | ------- | ------- | ------- | ------------ | ------ | -------------- | -------------- | -------------- | ---- |
| Liam Jegou       | KX-1 (mannen)  | 70,81   | 18      | 4 H     | 1 Q          | 3      | niet geplaatst | niet geplaatst | niet geplaatst | 22   |
| Noel Hendrick    | KX-1 (mannen)  | 69,31   | 14      | 3 H     | 1 Q          | 3      | niet geplaatst | niet geplaatst | niet geplaatst | 21   |
| Madison Corcoran | KX-1 (vrouwen) | 83,49   | 35      | 4 H     | 2 Q          | 4      | niet geplaatst | niet geplaatst | niet geplaatst | 32   |

#### Slalom
Mannen
| atleet        | onderdeel  | series | series | series | series | series    | series | halve finale | halve finale | finale         | finale         |
| atleet        | onderdeel  | run 1  | rang   | run 2  | rang   | beste run | rang   | tijd         | rang         | tijd           | rang           |
| ------------- | ---------- | ------ | ------ | ------ | ------ | --------- | ------ | ------------ | ------------ | -------------- | -------------- |
| Liam Jegou    | C-1 slalom | 102,67 | 17     | 99,93  | 12     | 99,93     | 16     | 98,52        | 6            | 98,52          | 7              |
| Noel Hendrick | K-1 slalom | 98,64  | 18     | 90,68  | 12     | 90,68     | 19     | 102,46       | 15           | niet geplaatst | niet geplaatst |

Vrouwen
| atlete            | onderdeel  | series | series | series | series | series    | series | halve finale   | halve finale   | finale         | finale         |
| atlete            | onderdeel  | run 1  | rang   | run 2  | rang   | beste run | rang   | tijd           | rang           | tijd           | rang           |
| ----------------- | ---------- | ------ | ------ | ------ | ------ | --------- | ------ | -------------- | -------------- | -------------- | -------------- |
| Michaela Corcoran | C-1 slalom | 129,55 | 21     | 168,05 | 21     | 129,55    | 21     | niet geplaatst | niet geplaatst | niet geplaatst | niet geplaatst |
| Madison Corcoran  | K-1 slalom | 159,52 | 25     | 115,93 | 23     | 115,93    | 14     | niet geplaatst | niet geplaatst | niet geplaatst | niet geplaatst |

### Paardensport

#### Dressuur
| ruiter       | paard      | onderdeel   | Grand Prix | Grand Prix | Grand Prix Special | Grand Prix Special | Grand Prix Freestyle | Grand Prix Freestyle | totaal         | totaal         |
| ruiter       | paard      | onderdeel   | score      | rang       | score              | rang               | technisch            | artistiek            | uitslag        | rang           |
| ------------ | ---------- | ----------- | ---------- | ---------- | ------------------ | ------------------ | -------------------- | -------------------- | -------------- | -------------- |
| Abigail Lyle | on Giraldo | individueel | 60,441     | 37         |                    |                    | niet geplaatst       | niet geplaatst       | niet geplaatst | niet geplaatst |

#### Eventing
| ruiter                                              | paard              | onderdeel   | dressuur    | dressuur | cross-country | cross-country | cross-country | springen      | springen      | springen      | springen       | springen       | springen       | totaal         | totaal         |
| ruiter                                              | paard              | onderdeel   | dressuur    | dressuur | cross-country | cross-country | cross-country | kwalificatie  | kwalificatie  | kwalificatie  | finale         | finale         | finale         | totaal         | totaal         |
| ruiter                                              | paard              | onderdeel   | strafpunten | rang     | strafpunten   | totaal        | rang          | strafpunten   | totaal        | rang          | strafpunten    | totaal         | rang           | strafpunten    | rang           |
| --------------------------------------------------- | ------------------ | ----------- | ----------- | -------- | ------------- | ------------- | ------------- | ------------- | ------------- | ------------- | -------------- | -------------- | -------------- | -------------- | -------------- |
| Susie Berry                                         | Wellfields Lincoln | individueel | 33,00       | 32       | 15,20         | 48,20         | 36            | 4,00          | 52,20         | 31            | niet geplaatst | niet geplaatst | niet geplaatst | 52,20          | 31             |
| Sarah Ennis                                         | Action Lady M      | individueel | 38,00       | 54       | 3,20          | 41,20         | 29            | terugtrekking | terugtrekking | terugtrekking | niet geplaatst | niet geplaatst | niet geplaatst | niet geplaatst | niet geplaatst |
| Austin O'Connor                                     | Colorado Blue      | individueel | 31,70       | 28       | 0             | 31,70         | 14            | 8,00          | 39,70         | 21            | 0,00           | 39,70          | 17             | 39,70          | 17             |
| Aoife Clark                                         | Freelance          | individueel | n.v.t.      | n.v.t.   | n.v.t.        | n.v.t.        | n.v.t.        | 24,00         | n.v.t.        | n.v.t.        | n.v.t.         | n.v.t.         | n.v.t.         | n.v.t.         | n.v.t.         |
| Susie Berry Sarah Ennis Austin O'Connor Aoife Clark | zie hierboven      | team        | 102,70      | 11       | 18,40         | 121,10        | 8             | 36,00         | 157,10        | 9             | n.v.t.         | n.v.t.         | n.v.t.         | 157,10         | 9              |

#### Jumping
| ruiter                                    | paard           | onderdeel   | kwalificatie | kwalificatie | kwalificatie | finale         | finale         | finale         |
| ruiter                                    | paard           | onderdeel   | strafpunten  | tijd         | rang         | strafpunten    | tijd           | rang           |
| ----------------------------------------- | --------------- | ----------- | ------------ | ------------ | ------------ | -------------- | -------------- | -------------- |
| Cian O'Connor                             | Legacy          | individueel | 4,00         | 75,17        | 33           | niet geplaatst | niet geplaatst | niet geplaatst |
| Daniel Coyle                              | Maurice         | individueel | 0            | 73,64        | 3            | opgave         | opgave         | opgave         |
| Shane Sweetnam                            | James Kann Cruz | individueel | 0            | 73,25        | 2            | 12             | 82,03          | 22             |
| Daniel Coyle Cian O'Connor Shane Sweetnam | zie hierboven   | team        | 9            | 230,22       | 6            | 14             | 235,59         | 7              |

### Roeien
Mannen
| atleet                         | onderdeel         | series  | series | herkansingen | herkansingen | kwartfinale | kwartfinale | halve finale | halve finale | finale  | finale |
| atleet                         | onderdeel         | tijd    | rang   | tijd         | rang         | tijd        | rang        | tijd         | rang         | tijd    | rang   |
| ------------------------------ | ----------------- | ------- | ------ | ------------ | ------------ | ----------- | ----------- | ------------ | ------------ | ------- | ------ |
| Daire Lynch Phillip Doyle      | dubbeltwee        | 6.13,24 | 1 HA/B | bye          | bye          | n.v.t.      | n.v.t.      | 6.13,14      | 1 FA         | 6.15,17 | Brons  |
| Fintan McCarthy Paul O'Donovan | lichte dubbeltwee | 6.34,12 | 1 HA/B | bye          | bye          | n.v.t.      | n.v.t.      | 6.21,88      | 1 FA         | 6.10,99 | Goud   |
| Ross Corrigan Nathan Timoney   | twee-zonder       | 6.32,34 | 3 HA/B | bye          | bye          | n.v.t.      | n.v.t.      | 6.32,22      | 3 FA         | 6.30,49 | 6      |

Vrouwen
| atleet                                                | onderdeel         | series  | series | herkansingen | herkansingen | kwartfinale | kwartfinale | halve finale | halve finale | finale  | finale |
| atleet                                                | onderdeel         | tijd    | rang   | tijd         | rang         | tijd        | rang        | tijd         | rang         | tijd    | rang   |
| ----------------------------------------------------- | ----------------- | ------- | ------ | ------------ | ------------ | ----------- | ----------- | ------------ | ------------ | ------- | ------ |
| Alison Bergin Zoe Hyde                                | dubbeltwee        | 6.52,61 | 3 HA/B | bye          | bye          | n.v.t.      | n.v.t.      | 6.55,08      | 5 FB         | 6.55,62 | 10     |
| Margaret Cremen Aoife Casey                           | lichte dubbeltwee | 7.12,89 | 3 H    | 7.11,31      | 1 HA/B       | n.v.t.      | n.v.t.      | 6.59,72      | 3 FA         | 6.54,57 | 5      |
| Aifric Keogh Fiona Murtagh                            | twee-zonder       | 7.28,22 | 2 HA/B | bye          | bye          | n.v.t.      | n.v.t.      | 7.32,92      | 6 FB         | 7.08,88 | 8      |
| Emily Hegarty Natalie Long Eimear Lambe Imogen Magner | vier-zonder       | 6.51,75 | 3 H    | 6.38,10      | 4 FB         | n.v.t.      | n.v.t.      | n.v.t.       | n.v.t.       | 6.34,74 | 7      |

Reserve Twee-zonder: Holly Davis
Legenda: FA=finale A (medailles); FB=finale B (geen medailles); FC=finale C (geen medailles); FD=finale D (geen medailles); FE=finale E (geen medailles); FF=finale F (geen medailles); HA/B=halve finale A/B; HC/D=halve finale C/D; HE/F=halve finale E/F; KF=kwartfinale; H=herkansing

### Rugby

#### Mannen
| Olympiër | Discipline | Resultaat | Prestatie |
| --- | ---------- | --------- | --------- |
| Jack Kelly Andrew Smith Harry McNulty Mark Roche Zac Ward Chay Mullins Jordan Conroy Hugo Keenan Hugo Lennox Terry Kennedy Gavin Mullin Niall Comerford | mannen     | 6e        | zie onder |

| Groep A |               |     |   |   |   |     |    |     |       |              |
| #       | Land          | Wed | W | G | V | Ptn | V  | T   | Saldo | Kwalificatie |
| 1       | Nieuw-Zeeland | 3   | 3 | 0 | 0 | 9   | 71 | 29  | +42   | Kwartfinale  |
| 2       | Ierland       | 3   | 2 | 0 | 1 | 7   | 62 | 24  | +38   | Kwartfinale  |
| 3       | Zuid-Afrika   | 3   | 1 | 0 | 2 | 5   | 59 | 32  | +27   | Kwartfinale  |
| 4       | Japan         | 3   | 0 | 0 | 3 | 3   | 22 | 129 | -107  | Plaats 9-12  |

| Ronde        | Datum        | Lokale tijd   | Land          | Score       | Land             |
| ------------ | ------------ | ------------- | ------------- | ----------- | ---------------- |
| Groepsfase   |              |               |               |             |                  |
| 24 juli 2024 | 17:30        | Ierland       | 10 - 5        | Zuid-Afrika |                  |
| 24 juli 2024 | 21:00        | Ierland       | 40 - 5        | Japan       |                  |
| 25 juli 2024 | 16:30        | Nieuw-Zeeland | 14 - 12       | Ierland     |                  |
|              |              |               |               |             |                  |
| Kwartfinale  | 25 juli 2024 | 22:00         | Fiji          | 19 - 15     | Ierland          |
|              |              |               |               |             |                  |
| Plaats 5-8   | 27 juli 2024 | 15:00         | Ierland       | 17 - 14     | Verenigde Staten |
|              |              |               |               |             |                  |
| Plaats 5-6   | 27 juli 2024 | 18:30         | Nieuw-Zeeland | 17 - 7      | Ierland          |

#### Vrouwen
| Olympiër | Discipline | Resultaat | Prestatie |
| --- | ---------- | --------- | --------- |
| Kathy Baker Megan Burns Amee-Leigh Murphy Crowe Alanna Fitzpatrick Stacey Flood Eve Higgins Erin King Vicky Elmes Kinlan Emily Lane Ashleigh Orchard Béibhinn Parsons Lucy Rock | vrouwen    | 8         | zie onder |

Reserve: Claire Boles - Amy Larn
| Groep B |                  |             |             |             |             |            |            |            |        |
| #       | Land             | Wedstrijden | Wedstrijden | Wedstrijden | Wedstrijden | Doelpunten | Doelpunten | Doelpunten | Punten |
| #       | Land             | GW          | W           | G           | V           | V          | T          | Saldo      | Punten |
| 1       | Australië        | 3           | 3           | 0           | 0           | 89         | 24         | +65        | 9      |
| 2       | Groot-Brittannië | 3           | 2           | 0           | 1           | 52         | 65         | -13        | 7      |
| 3       | Ierland          | 3           | 1           | 0           | 2           | 64         | 40         | +24        | 5      |
| 4       | Zuid-Afrika      | 3           | 0           | 0           | 3           | 22         | 98         | -76        | 3      |

| groepsfase            |              |           |                  |                  |         |  |  |
| 28 juli 2024          | 15:30        | Ierland   | 12 - 21          | Groot-Brittannië |         |  |  |
| 28 juli 2024          | 19:00        | Ierland   | 38 - 0           | Zuid-Afrika      |         |  |  |
| 29 juli 2024          | 14:30        | Australië | 19 - 14          | Ierland          |         |  |  |
|                       |              |           |                  |                  |         |  |  |
| kwartfinale           | 29 juli 2024 | 22:30     | Australië        | 19 - 7           | Ierland |  |  |
|                       |              |           |                  |                  |         |  |  |
| plaatsing 5-8         | 30 juli 2024 | 15:00     | Frankrijk        | 19 - 7           | Ierland |  |  |
|                       |              |           |                  |                  |         |  |  |
| wedstrijd om plaats 7 | 30 juli 2024 | 18:00     | Groot-Brittannië | 28 - 12          | Ierland |  |  |

### Schoonspringen
Mannen
| atleet        | onderdeel | series | series | halve finale   | halve finale   | finale         | finale         |
| atleet        | onderdeel | punten | rang   | punten         | rang           | punten         | rang           |
| ------------- | --------- | ------ | ------ | -------------- | -------------- | -------------- | -------------- |
| Jake Passmore | 3 m plank | 360,90 | 21     | niet geplaatst | niet geplaatst | niet geplaatst | niet geplaatst |

Vrouwen
| atlete       | onderdeel  | series | series | halve finale   | halve finale   | finale         | finale         |
| atlete       | onderdeel  | punten | rang   | punten         | rang           | punten         | rang           |
| ------------ | ---------- | ------ | ------ | -------------- | -------------- | -------------- | -------------- |
| Ciara McGing | 10 m toren | 188,50 | 29     | niet geplaatst | niet geplaatst | niet geplaatst | niet geplaatst |

### Taekwondo
Mannen
| atleet       | onderdeel | kwalificatie         | eerste ronde         | kwartfinale          | halve finale         | herkansing           | finale / BM          | finale / BM    |
| atleet       | onderdeel | tegenstander uitslag | tegenstander uitslag | tegenstander uitslag | tegenstander uitslag | tegenstander uitslag | tegenstander uitslag | rang           |
| ------------ | --------- | -------------------- | -------------------- | -------------------- | -------------------- | -------------------- | -------------------- | -------------- |
| Jack Woolley | -58 kg    | bye                  | Magomedov V 0 - 2    | niet geplaatst       | niet geplaatst       | Vicente V 0 - 2      | niet geplaatst       | niet geplaatst |

### Wielersport

#### Baanwielrennen
Koppelkoers
| atleet                      | onderdeel             | punten | rondes | rang |
| --------------------------- | --------------------- | ------ | ------ | ---- |
| Alice Sharpe Lara Gillespie | koppelkoers (vrouwen) | 3      | 0      | 11   |

Omnium
| atleet         | onderdeel        | scratchrace | scratchrace | temporace | temporace | afvalrace | afvalrace | puntenrace | puntenrace | totaal punten | rang |
| atleet         | onderdeel        | rang        | punten      | rang      | punten    | rang      | punten    | rang       | punten     | totaal punten | rang |
| -------------- | ---------------- | ----------- | ----------- | --------- | --------- | --------- | --------- | ---------- | ---------- | ------------- | ---- |
| Lara Gillespie | omnium (vrouwen) | 15          | 12          | 1         | 40        | 9         | 24        | 10         | 23         | 99            | 10   |

Ploegenachtervolging
| atleet                                               | onderdeel                      | kwalificatie | kwalificatie | halve finale         | halve finale   | finale               | finale         |
| atleet                                               | onderdeel                      | tijd         | rang         | tegenstander uitslag | rang           | tegenstander uitslag | rang           |
| ---------------------------------------------------- | ------------------------------ | ------------ | ------------ | -------------------- | -------------- | -------------------- | -------------- |
| Mia Griffin Alice Sharpe Kelly Murphy Lara Gillespie | ploegenachtervolging (vrouwen) | 4.12,447 NR  | 9            | niet geplaatst       | niet geplaatst | niet geplaatst       | niet geplaatst |

Reserve: Erin Creighton

#### Wegwielrennen
Mannen
| atleet      | onderdeel    | tijd     | rang |
| ----------- | ------------ | -------- | ---- |
| Ben Healy   | wegwedstrijd | 6.20.54  | 10   |
| Ryan Mullen | wegwedstrijd | 6.36.31  | 60   |
| Ryan Mullen | tijdrit      | 37.57,16 | 12   |

Vrouwen
| atleet        | onderdeel    | tijd    | rang |
| ------------- | ------------ | ------- | ---- |
| Megan Armitge | wegwedstrijd | 4.06.58 | 35   |

### Zeilen
Mannen
| atleet                        | onderdeel | race | race | race | race | race | race | race | race | race        | race        | race   | race   | race | netto punten | eindnotering |
| atleet                        | onderdeel | 1    | 2    | 3    | 4    | 5    | 6    | 7    | 8    | 9           | 10          | 11     | 12     | M    | netto punten | eindnotering |
| ----------------------------- | --------- | ---- | ---- | ---- | ---- | ---- | ---- | ---- | ---- | ----------- | ----------- | ------ | ------ | ---- | ------------ | ------------ |
| Robert Dickson Sean Waddilove | 49er      | 9    | 4    | 1    | 4    | 2    | DSQ  | 4    | 9    | 13          | 11          | 14     | 2      | 18   | 91           | 4            |
| Finn Lynch                    | ILCA 7    | 9    | 25   | 26   | 22   | 12   | 7    | 13   | 11   | geannuleerd | geannuleerd | n.v.t. | n.v.t. | 16   | 115          | 10           |

Vrouwen
| atlete      | onderdeel | race | race | race | race | race | race | race | race | race | race        | race   | race   | race           | netto punten | eindnotering |
| atlete      | onderdeel | 1    | 2    | 3    | 4    | 5    | 6    | 7    | 8    | 9    | 10          | 11     | 12     | M              | netto punten | eindnotering |
| ----------- | --------- | ---- | ---- | ---- | ---- | ---- | ---- | ---- | ---- | ---- | ----------- | ------ | ------ | -------------- | ------------ | ------------ |
| Eve McMahon | ILCA 6    | 8    | 21   | 16   | 22   | 34   | 13   | 6    | 15   | 7    | geannuleerd | n.v.t. | n.v.t. | niet geplaatst | 108          | 13           |

### Zwemmen
Mannen
| atleet                                                 | onderdeel              | series   | series | halve finale   | halve finale   | finale         | finale         |
| atleet                                                 | onderdeel              | tijd     | rang   | tijd           | rang           | tijd           | tang           |
| ------------------------------------------------------ | ---------------------- | -------- | ------ | -------------- | -------------- | -------------- | -------------- |
| Tom Fannon                                             | 50 m vrije slag        | 21,79    | 6 Q    | 21,74          | 10             | niet geplaatst | niet geplaatst |
| Shane Ryan                                             | 50 m vrije slag        | DNS      | DNS    | niet geplaatst | niet geplaatst | niet geplaatst | niet geplaatst |
| Daniel Wiffen                                          | 800 m vrije slag       | 7.41,53  | 1 Q    | n.v.t.         | n.v.t.         | 7.38,19 OR     | Goud           |
| Daniel Wiffen                                          | 1500 m vrije slag      | 14.40,34 | 1 Q    | n.v.t.         | n.v.t.         | 14.39,63       | Brons          |
| Daniel Wiffen                                          | 10 km openwaterzwemmen | n.v.t.   | n.v.t. | n.v.t.         | n.v.t.         | 1.57.20,1      | 18             |
| Max McCusker Darragh Greene Connor Ferguson Shane Ryan | 4x100 m wisselslag     | 3.33,81  | 11     | n.v.t.         | n.v.t.         | niet geplaatst | niet geplaatst |

Vrouwen
| atleet                                                      | onderdeel          | series  | series | halve finale   | halve finale   | finale         | finale         |
| atleet                                                      | onderdeel          | tijd    | rang   | tijd           | rang           | tijd           | rang           |
| ----------------------------------------------------------- | ------------------ | ------- | ------ | -------------- | -------------- | -------------- | -------------- |
| Danielle Hill                                               | 50 m vrije slag    | 25,02   | 21     | niet geplaatst | niet geplaatst | niet geplaatst | niet geplaatst |
| Danielle Hill                                               | 100 m rugslag      | 1.00,04 | 16 Q   | 1.00,80        | 16             | niet geplaatst | niet geplaatst |
| Mona McShary                                                | 100 m schoolslag   | 1.05,74 | 3 Q    | 1.05,51 NR     | 2 Q            | 1.05,59        | Brons          |
| Mona McShary                                                | 200 m schoolslag   | 2.23,98 | 7 Q    | 2.24,48        | 11             | niet geplaatst | niet geplaatst |
| Ellen Walshe                                                | 200 m vlinderslag  | 58,70   | 22     | niet geplaatst | niet geplaatst | niet geplaatst | niet geplaatst |
| Ellen Walshe                                                | 200 m wisselslag   | 2.11,81 | 15 Q   | 2.11,35        | 13             | niet geplaatst | niet geplaatst |
| Ellen Walshe                                                | 400 m wisselslag   | 4.39,97 | 7 Q    | n.v.t.         | n.v.t.         | 4.40,70        | 8              |
| Victoria Catterson Erin Riordan Grace Davison Danielle Hill | 4x100 m vrije slag | 3.42,67 | 16     | n.v.t.         | n.v.t.         | niet geplaatst | niet geplaatst |
| Mona McSharry Ellen Walshe Danielle Hill Grace Davison      | 4x100 m wisselslag | 4.00,12 | 11     | n.v.t.         | n.v.t.         | niet geplaatst | niet geplaatst |